# HIT Entertainment
HIT Entertainment is een Brits-Amerikaans televisieproductiebedrijf dat kinderprogramma’s maakt.
Het bedrijf ontstond in 1982 als Henson International Television (HIT) om de internationale rechten van Jim Henson Productions te beheren.
In 2012 is HIT Entertainment overgenomen door Mattel. In 2016 werd het getransfereerd naar de Mattel-dochter Mattel Creations, later Mattel Television. Het productiehuis was producent en/of heeft de rechten op onder meer Barney & Friends, Bob de Bouwer, Thomas de stoomlocomotief, Pingu, Brandweerman Sam, Angelina Ballerina, Pieter Post, Where's Waldo? en Balamory.